# Silk Sonic
Silk Sonic è un superduo statunitense formato dai cantanti e produttori discografici Bruno Mars e Anderson Paak.

## Storia
Nel 2017 Paak ha supportato Mars durante il 24K Magic World Tour di quest'ultimo. Ad aprile dello stesso anno i due artisti hanno iniziato a lavorare agli Abbey Road Studios di Londra assieme a Nile Rodgers e Guy Lawrence per l'album It's About Time degli Chic, nonché ad alcune canzoni poi incluse in Ventura di Paak.
Il 26 febbraio 2021 Mars e Paak hanno annunciato la nascita del duo attraverso i loro canali social, rivelando il singolo Leave the Door Open come apripista del loro progetto di debutto, An Evening with Silk Sonic. Più avanti hanno spiegato che il nome era stato scelto da Bootsy Collins dopo che quest'ultimo aveva ascoltato parte dell'album. Leave the Door Open, pubblicato il successivo 5 marzo, ha raggiunto la vetta della Billboard Hot 100 negli Stati Uniti; con il brano il duo si è esibito ai Grammy Awards annuali.
Il secondo singolo Skate è uscito il 30 luglio 2021 accompagnato dal corrispettivo videoclip. Il pezzo successivo, intitolato Smokin Out the Window e messo in commercio il 5 novembre del medesimo anno, è divenuto il secondo ingresso in top ten del duo nella Hot 100 nazionale.
Il 14 febbraio 2022, giorno della festa di san Valentino, il duo ha pubblicato una cover di Love's Train dei Con Funk Shun. Nell'aprile seguente, in occasione degli annuali Grammy Award, il duo ha trionfato in tutte e quattro le categorie per cui era stato candidato.

## Formazione
- Bruno Mars (2021 – presente)
- Anderson Paak (2021 – presente)

## Discografia

### Album in studio
- 2021 – An Evening with Silk Sonic

### Singoli
- 2021 – Leave the Door Open
- 2021 – Skate
- 2021 – Smokin Out the Window
- 2022 – Love's Train

## Riconoscimenti
- American Music Awards
  - 2021 – Candidatura al Video musicale preferito per Leave the Door Open[13]
  - 2021 – Candidatura al Duo/gruppo pop preferito[13]
  - 2021 – Canzone R&B preferita per Leave the Door Open[13]

- BET Awards
  - 2021 – Miglior gruppo[14]
  - 2021 – Candidatura al Viewers' Choice Award per Leave the Door Open[14]
  - 2021 – Candidatura al Video dell'anno per Leave the Door Open[14]
  - 2022 – Album dell'anno per An Evening with Silk Sonic[15]
  - 2022 – Miglior gruppo[15]
  - 2022 – Candidatura al Video dell'anno per Smokin Out the Window[15]

- Billboard Music Awards
  - 2022 – Candidatura al Miglior duo/gruppo[16]
  - 2022 – Candidatura al Miglior artista R&B[16]
  - 2022 – Candidatura al Miglior album R&B per An Evening with Silk Sonic[16]
  - 2022 – Miglior canzone R&B per Leave the Door Open[16]

- BRIT Awards
  - 2022 – Gruppo internazionale dell'anno[17]

- E! People's Choice Awards
  - 2021 – Candidatura alla Collaborazione del 2021 per Leave the Door Open[18]

- Fonogram Awards
  - 2022 – Album o registrazione internazionale dell'anno – pop/rock moderno per An Evening with Silk Sonic[19]

- Gaffa Prisen
  - 2022 – Candidatura al Nuovo artista internazionale dell'anno[20]

- Grammy Awards
  - 2022 – Registrazione dell'anno per Leave the Door Open[12]
  - 2022 – Canzone dell'anno per Leave the Door Open[12]
  - 2022 – Miglior interpretazione R&B per Leave the Door Open[12]
  - 2022 – Miglior canzone R&B per Leave the Door Open[12]

- iHeartRadio Music Awards
  - 2022 – Candidatura alla Canzone dell'anno per Leave the Door Open[21]
  - 2022 – Miglior duo/gruppo dell'anno[22]
  - 2022 – Canzone R&B dell'anno per Leave the Door Open[22]
  - 2022 – Candidatura all'Artista R&B dell'anno[21]
  - 2022 – Candidatura al Miglior testo per Leave the Door Open[21]
  - 2022 – Candidatura al Miglior video musicale per Leave the Door Open[21]
  - 2022 – Album R&B dell'anno per An Evening with Silk Sonic[22]

MTV Europe Music Awards
- 2021 – Candidatura al Miglior gruppo[23]
- 2021 – Candidatura alla Miglior collaborazione per Leave the Door Open[23]

- MTV Millennial Awards
  - 2021 – Candidatura alla Hit globale per Leave the Door Open[24]

- MTV Video Music Awards
  - 2021 – Candidatura alla Canzone dell'anno per Leave the Door Open[25]
  - 2021 – Miglior video R&B per Leave the Door Open[25]
  - 2021 – Candidatura al Gruppo dell'anno[25]
  - 2022 – Candidatura al Miglior gruppo[26]

- NAACP Image Awards
  - 2022 – Candidatura al Miglior album per An Evening with Silk Sonic[27]
  - 2022 – Candidatura alla Miglior canzone R&B/soul per Leave the Door Open[27]
  - 2022 – Candidatura al Miglior video musicale per Leave the Door Open[27]
  - 2022 – Miglior duo, gruppo o collaborazione per Leave the Door Open[28]

- NRJ Music Awards
  - 2021 – Candidatura al Gruppo/duo internazionale dell'anno[29]

- Prêmios MTV MIAW
  - 2021 – Candidatura alla Collaborazione straniera per Leave the Door Open[30]

- Soul Train Music Awards
  - 2021 – Canzone dell'anno per Leave the Door Open[31]
  - 2021 – Video dell'anno per Leave the Door Open[31]
  - 2021 – Ashford and Simpson Songwriter's Award per Leave the Door Open[31]